# خطاف الذباب مطوق

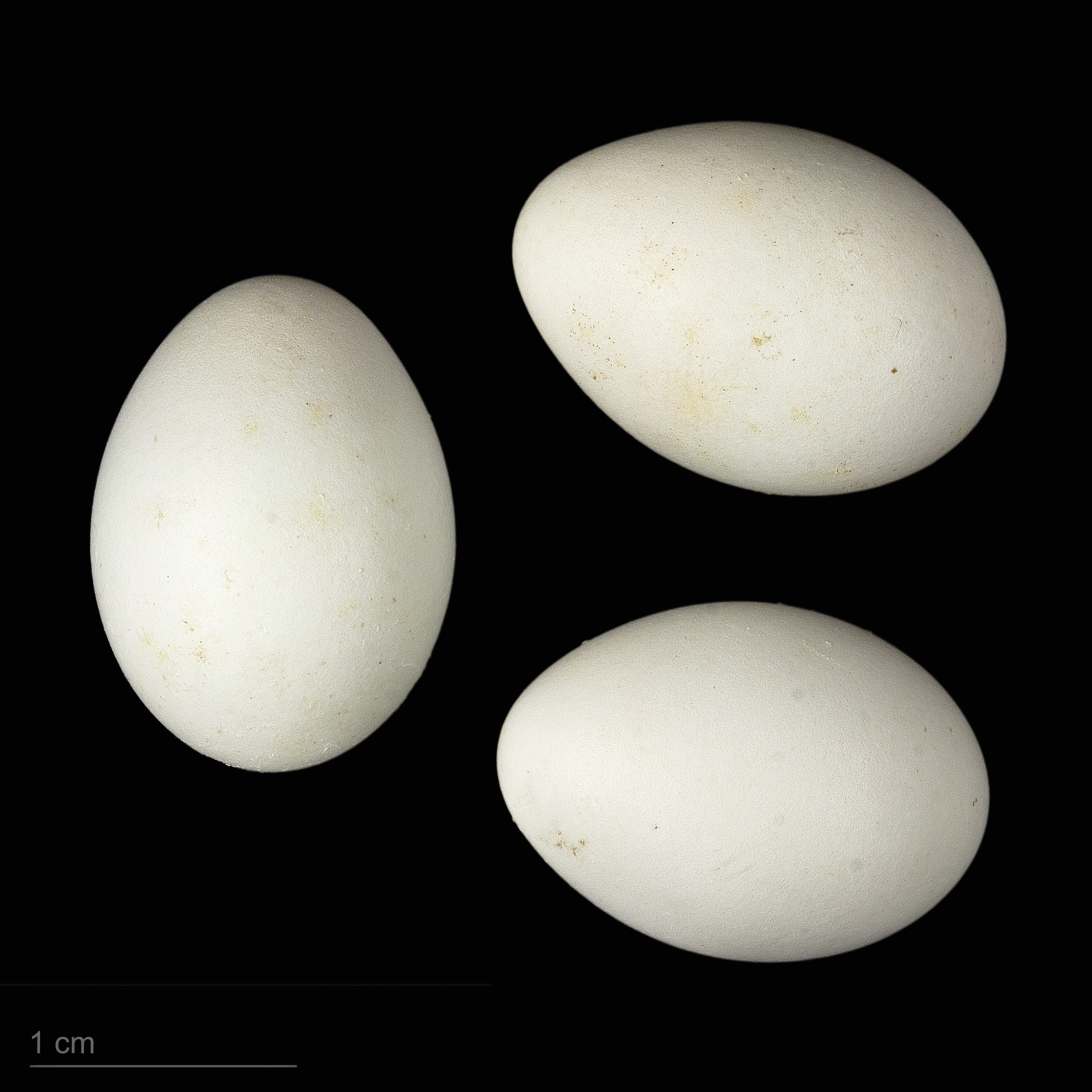
بيوض خطاف الذباب مطوق

خطاف الذباب مطوق (الاسم العلمي: Ficedula  albicollis) (بالإنجليزية: Collared  Flycatcher)‏ هو طائر ينتمي إلى صائدة الذباب (فصيلة: Muscicapidae).